# Zaak-Scientology tegen Karin Spaink

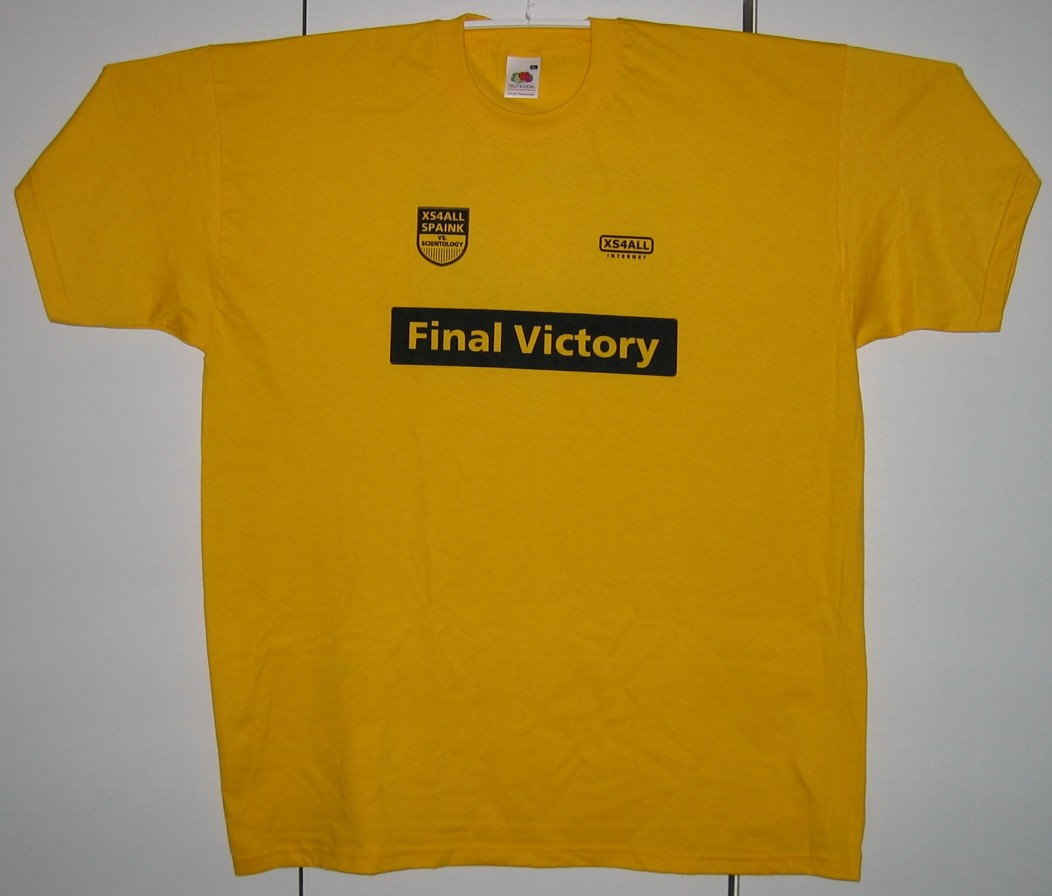
T-shirt dat XS4ALL cadeau gaf aan zijn abonnees ter gelegenheid van het winnen van de rechtszaak

De Zaak-Scientology tegen Karin Spaink is een lange gerechtelijke procedure die gevoerd werd in Nederland tussen 1996 en 2005. Het onderwerp van de zaak was de botsing van het auteursrecht met de vrijheid van meningsuiting. De zaak speelde tussen de Scientologykerk, publiciste Karin Spaink en internetprovider XS4ALL. 
De procedure eindigde uiteindelijk met cassatieberoep bij de Hoge Raad, dat vervolgens werd ingetrokken. De rechtszaken waren belangrijk, omdat zij handelden over de rol van de journalistiek en de persvrijheid. De Scientologykerk wenste niet dat bepaalde interne documenten openbaar werden gemaakt door de publiciste Karin Spaink op haar website bij XS4ALL. De rechter gaf Spaink steeds gelijk. Ook de aangeklaagde internetproviders werden vrijgepleit.

## Achtergrond
Karin Spaink had op de server van XS4ALL 'geheime' documenten van de Scientologykerk gepubliceerd. In 1995 waren deze teksten van de Scientologykerk op een aantal websites verschenen. Scientology vond dat zo inbreuk gemaakt werd op zijn auteursrechten en spande een kort geding aan tegen een groot aantal internetproviders en publiciste Karin Spaink, die een aantal teksten ook publiceerde op haar website. Zij had de teksten ook weer van het internet verkregen.
De Scientologykerk stapte naar de rechter en eiste verklaring voor recht dat zij auteursrechthebbende was en dat Spaink én XS4ALL onrechtmatig gehandeld hadden door het publiceren van de documenten. 
De achtergrond van het bezwaar bleek echter te zijn, dat Scientology nadelige effecten van deze negatieve publicaties vreesde en daarom dit beroep op zijn auteursrecht deed. Spaink vond dat de teksten juist eens temeer duidelijk maakten waarom Scientology verwerpelijk was en publiceerde deze daarom, in haar rol als publiciste.

## Kort geding in Den Haag
De president van de Haagse rechtbank wees op 12 maart 1996 de vorderingen af. Karin Spaink had intussen haar website aangepast. De teksten waren volgens de president nog slechts citaten van rechtmatig openbaar gemaakte teksten. Citaten zijn toegestaan op grond van art. 15a van de Auteurswet, dat handelt over het citaatrecht. De betrokken internetproviders, ook door Scientology aangeklaagd, waren volgens de president niet aansprakelijk voor inbreuken op het auteursrecht door derden (klanten). Deze uitspraak veroorzaakte onder rechtskundigen enige beroering, omdat bijvoorbeeld kranten en omroepen wel aansprakelijk zijn voor meningen van derden die zij publiceren.

## Bodemprocedure bij rechtbank
De bodemprocedure bevestigde op 9 juni 1999 het vonnis over Karin Spaink: zij heeft geen inbreuk gepleegd. De rechtbank wees de vorderingen tegen de internetproviders af, maar sprak wel uit dat indien er sprake is van een "onmiskenbare auteursrechtinbreuk" zij ofwel de bewuste documenten van hun systemen dienen te verwijderen, ofwel de gegevens dienen te verstrekken van de klanten die bewust inbreuk maken. Beide partijen gingen in hoger beroep.

## Hoger beroep bij gerechtshof
In hoger beroep bij het Gerechtshof te ’s-Gravenhage werden alle vorderingen tegen Karin Spaink en de providers afgewezen. Het gerechtshof stelde op 4 september 2003 Scientology in het ongelijk; het oordeelde – anders dan de rechtbank – dat het voor een deel om "niet rechtmatig openbaar gemaakte werken" gaat. Toch stelde het hof Scientology grotendeels in het ongelijk. Ten eerste, omdat een internetprovider niet kan worden aangemerkt als de uitgever van de bestanden die op de server staan. Ten tweede, omdat de vrijheid van meningsuiting het auteursrecht opzij kan zetten.
Het hof overwoog (r.o. 8.4):
Uit de hiervoor (...) vermelde teksten blijkt dat Scientology c.s. met hun leer en organisatie de verwerping van democratische waarden niet schuwen. Uit die teksten volgt tevens dat met de geheimhouding (...) mede wordt beoogd macht uit te oefenen over leden van de Scientology-organisatie en discussie over de leer en praktijken van de Scientology-organisatie te verhinderen. (...) Naar 's Hofs oordeel kan in deze bijzondere omstandigheden niet worden gezegd dat een beperking van de informatievrijheid op grond van de handhaving van het auteursrecht nodig is in de zin van artikel 10 EVRM en evenmin dat het belang van Karin Spaink en de Providers en het algemeen belang bij de informatievrijheid van artikel 10 lid 1 EVRM in verhouding tot dat van Scientology c.s. bij handhaving van hun auteursrecht in dit geval minder zwaar weegt. Derhalve behoort het eerstgenoemde belang niet te wijken voor het belang van Scientology c.s. en slaagt het beroep op artikel 10 lid 1 EVRM.
Het Hof is derhalve van oordeel dat het recht op informatievrijheid, zoals gewaarborgd in artikel 10 van het Europees Verdrag voor de Rechten van de Mens, in deze zaak zwaarder moet wegen dan het auteursrecht van Scientology. Ook de providers die "slechts technische faciliteiten verschaffen om openbaarmaking van gegevens van anderen mogelijk te maken", kon geen inbreuk op het auteursrecht verweten worden. 
De Scientology-kerk stelde hierna cassatieberoep in.

## Cassatieberoep bij Hoge Raad
Advocaat-generaal en auteursrechtspecialist Feer Verkade adviseerde de Hoge Raad op 18 maart 2005 om het cassatieberoep van Scientology te verwerpen. Op 24 juni 2005 verklaarde Scientology echter zijn cassatieberoep te willen intrekken, omdat de betekenis van het bestreden arrest "voor de situatie in andere landen" onvoldoende "wezenlijke betekenis had". De providers en Spaink verklaarden daarop niet met die intrekking in te stemmen; zij achtten het verzoek tot intrekking te laat gedaan en in strijd met een goede procesorde. Advocaat-generaal Verkade adviseerde de Hoge Raad vervolgens om, hoewel Scientology volgens hem het beroep zou moeten kunnen intrekken en daarmee het beroep zou moeten worden verworpen, toch zodanige inhoudelijke overwegingen in het arrest op te nemen "als de Hoge Raad, met het oog op de rechtseenheid of de rechtsontwikkeling, dan wel gelet op het belang voor de praktijk, dienstig zal oordelen". De Hoge Raad volstond op 16 december 2005 echter met verwerping van het cassatieberoep en wijdde niet nog inhoudelijke overwegingen aan de zaak.